# Сельмас
Сельма́с (перс. سلماس‎ Salmās, курд. Dilmaqan, арм. Սալմաստ (Салмаст), азерб. Salmas / سالماس) — город в Иране, в провинции Западный Азербайджан. Административный центр одноимённого шахрестана.

## История
На западе персидской провинции Азербайджан. Согласно «Энциклопедии ислама», в эпоху классической древности входил в состав провинции Персармения. В X веке город входил в состав армянского царства Васпуракан. Аль-Мукаддаси описывает его как курдский город (предположительно племени хадабани) и считает административно частью Армении. В XIII веке город был почти полностью разрушен монголами, однако восстановлен Везир Али-шахом как крепость и пережил новый расцвет. В 1281 году Сельмас упоминался в качестве епархии Церкви Востока. Впоследствии переходил под власть Тимуридов, Кара-Коюнлу, Ак-Коюнлу, Османской империи и Сефевидов. В XIX веке армяне продолжали составлять 2/3 населения города. Ныне имеет население 79 560 человек, состоящее в основном из курдов и азербайджанцев. В прошлом в городе и его окрестностях проживало большое количество христиан (армян, ассирийцев), эмигрировавших вначале в пределы Российской империи, а затем на Запад, и курдистанских евреев. В XIX—начале XX века значительную часть армянского населения Нахичевани составляли переселенцы из Сельмаса.

## География
Расположен недалеко от северо-западной оконечности озера Урмия, на высоте 1396 м над уровнем моря.

## Известные уроженцы
- Кишвери — азербайджанский поэт XVI века
- Степанос V Салмастеци — католикос всех армян с 1545 по 1567 годы
- Майк Агасси — иранский боксёр ассирийского происхождения
- Раффи — армянский писатель XIX века